# Сант-Андреа-дель-Гарильяно
Сант-Андреа-дель-Гарильяно (итал. Sant'Andrea del Garigliano) — коммуна в Италии, располагается в регионе Лацио, в провинции Фрозиноне.
Население составляет 1587 человек (2008 г.), плотность населения составляет 94 чел./км². Занимает площадь 17 км². Почтовый индекс — 3040. Телефонный код — 0776.
Покровителем коммуны почитается святой апостол Андрей, празднование 30 ноября.

## Демография
Динамика населения:

## Администрация коммуны
- Официальный сайт: http://www.comune.santandreadelgarigliano.fr.it/